# Jekatierina Poleszczuk
Jekatierina Igoriewna Poleszczuk (ros. Екатерина Игоревна Полещук; ur. 24 marca 1994) – rosyjska zapaśniczka walcząca w stylu wolnym. Brązowa medalistka mistrzostw świata w 2019 i mistrzostw Europy w 2021. Wygrała indywidualny Puchar Świata w 2020. 
Trzecia na MŚ U-23 w 2017. Mistrzyni Europy kadetów w 2011 roku.
Mistrzyni Rosji w 2023; druga w Rosji w 2019 i 2020; trzecia w 2016 i 2017 roku.